# Paul Johansen
Paul Johansen, född 23 december 1901 i Tallinn, död 14 april 1965 i Hamburg, var en dansk-estnisk historiker.
Paul Johansen föddes i Tallinn av danska föräldrar. Han blev filosofie doktor 1924 och stadsarkivarie i Tallinn samma år, var 1934–1939 tillförordnad och från 1940 ordinarie professor i historia i Hamburg. Johansen kom, förutom doktorsavhandlingen Siedlung und Agrarwesen der Esten im Mittelalter (1925) att lämna värdefulla bidrag till Estlands agrar- och kulturhistoria under medeltiden, bland annat Die Estlandsliste des Liber census Daniae (1933), samt publicerade en rad viktiga aktsamlingar i Publikationen aus dem Revaler Stadtarchiv (1923–1939).